# Wirusy RNA
Wirusy RNA – grupa wirusów, w których dojrzałe cząstki wirusa zawierają jako materiał genetyczny kwas rybonukleinowy. W zależności od liczby nici i ich polarności można w tej grupie wyróżnić:
- wirusy z pojedynczą nicią o dodatniej polaryzacji ssRNA(+)
  - pikornawirusy
  - kalicywirusy
  - astrowirusy
  - togawirusy
  - flawiwirusy
  - koronawirusy
- wirusy z pojedynczą nicią o ujemnej polaryzacji ssRNA(−)
  - bornawirusy
  - ortomyksowirusy (osiem identycznych nici)
  - paramyksowirusy
  - rabdowirusy
  - arenawirusy (dwie identyczne nici)
- wirusy o podwójnej nici dsRNA 
  - reowirusy

Poza tym podziałem znajdują się retrowirusy, które zawierają dwie nici RNA o dodatniej polaryzacji, które nie są jednak komplementarne jak u reowirusów, ale identyczne i tylko częściowo połączone.
Materiał genetyczny wirusów o +RNA jest zakaźny (z wyjątkiem retrowirusów, które do replikacji wymagają dodatkowo odwrotnej transkryptazy), podczas gdy materiał wirusów o −RNA jest nie zakaźny, gdyż do replikacji wymaga wirusowej polimerazy RNA zależnej od RNA.